# Estação Hostafrancs

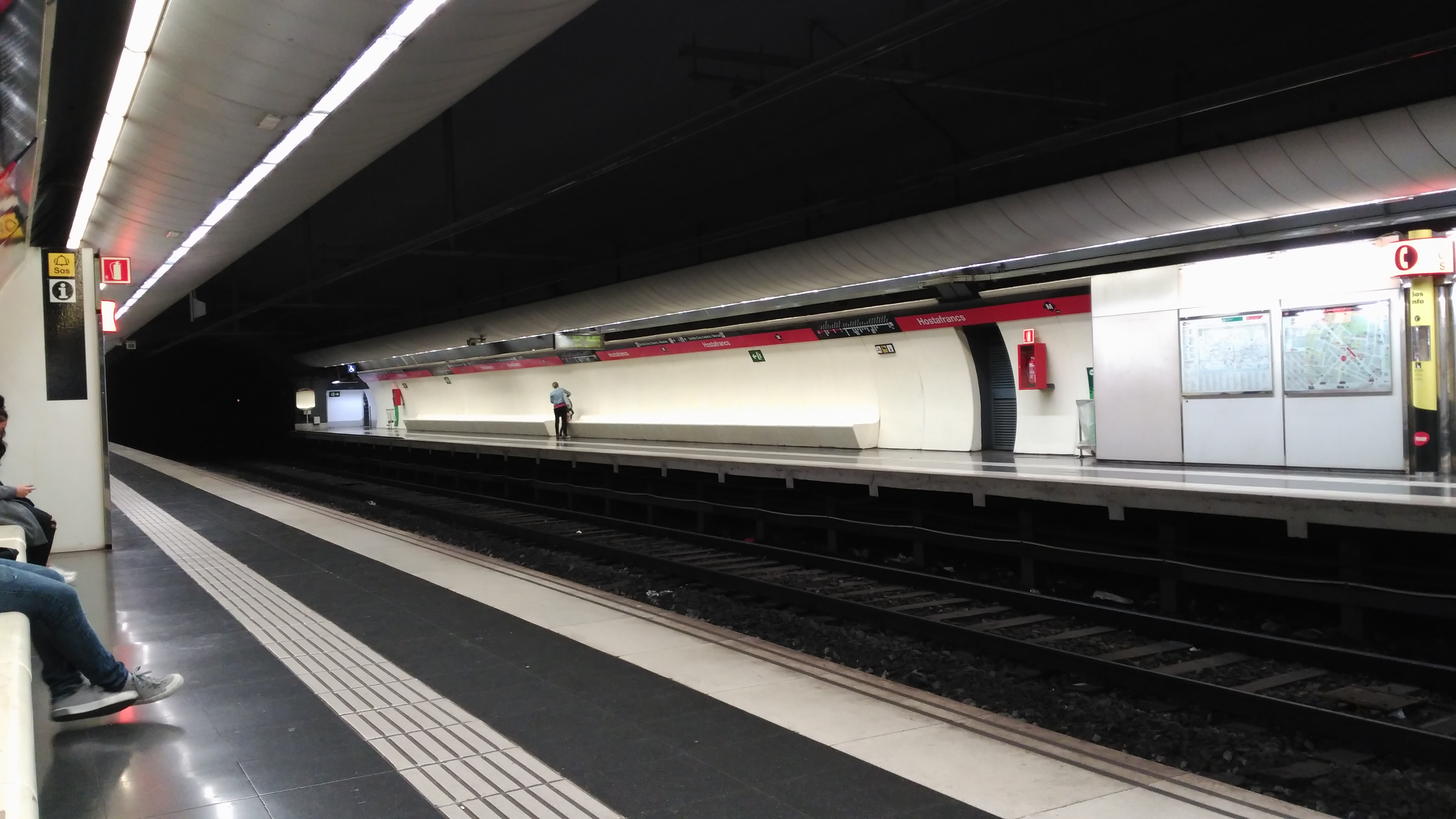
Estação Hostafrancs em 2017.

Hostafrancs anteriormente identificada como Hostafranchs é uma estação da Linha 1 do Metro de Barcelona. Entrou em funcionamento em 1926.